# 杨桥站 (京广铁路)
杨桥站是一个京广线上的铁路车站，位于湖南省望城县杨桥乡，建于1937年，曾为四等站，2009年撤销，邮政编码为410213。目前客运：办理旅客乘降；行李、包裹托运；货运：办理整车货物发到。